# オグニェン・オジェゴヴィッチ
オグニェン・オジェゴヴィッチ（セルビア語: Огњен Ожеговић, Ognjen Ožegović, 発音: [ǒɡɲen oʒêɡoʋitɕ, - ǒʒeː-]、1994年6月9日 - ）は、ボスニア・ヘルツェゴビナとセルビアのサッカー選手。セルビア代表。ポジションはFW。 ロシアサッカー・プレミアリーグ・FKオリンピエツ・ニジニ・ノヴゴロドに所属。

## クラブ歴
ボスニア・ヘルツェゴビナのボサンスカ・グラディシュカに生まれ、地元のFKコザラ・グラディシュカでサッカーを始めた。FKボラツ・バニャ・ルカを経て、レッドスター・ベオグラードの下部組織に移籍し、主将を務めていた。2012年にトップチームに昇格、経験を積むためにFKバナト・ズレニャニンに期限付き移籍、その後FKヴォジュドヴァツに期限付き移籍。
2014年初めにレッドスター・ベオグラードとの契約を解除し、FKラド・ベオグラードに移籍し降格を防いだ。同年夏にFKヤゴディナに加入、冬にFKボラツ・チャチャクに移籍。ボラツ・チャチャクでは半年で6得点をあげて、直前に在籍したヤゴディナから長距離のボレーシュートを決めてシーズン最優秀ゴールを獲得した。2015年7月に3年契約でFKヴォイヴォディナ・ノヴィ・サドに移籍。7得点を決めたが、このうちFKヤヴォル・イヴァニツァ戦で決めたオーバーヘッドはシーズン最優秀ゴールに輝き、2シーズン連続受賞となった。UEFAヨーロッパリーグ 2017-18 予選ではUCサンプドリアから2得点をあげた。
2016年初めに中国サッカー・スーパーリーグの長春亜泰足球倶楽部に移籍。9試合無得点で退団した。
2016年8月31日に1年契約でFKチュカリチュキに加入。1シーズンで25試合16得点を記録した他、セルビア・カップでも得点を決めた。
2017年8月31日に3年契約でパルチザン・ベオグラードに移籍、背番号は51番を与えられた。9月9日に初出場。同月17日に初得点。28日にはUEFAヨーロッパリーグ 2017-18 グループリーグで国際クラブサッカー初得点。また11月26日にも得点を決めて、決勝トーナメントに進出した。2018年4月14日にはヴェチティ・デルビでPKを決めて初得点。
2018年9月4日にロシア・プレミアリーグのアルセナル・トゥーラへ期限付き移籍。
2019年9月2日、SVダルムシュタット98に2年契約で移籍した。
2020年9月9日、トルコTFF1.リグに属するアダナスポルに2年契約で移籍。24試合のリーグ戦で14得点2アシストを記録した。
2022年1月20日、マニサFKに1年半契約で移籍。

## 代表歴
U-17代表としてUEFA U-17欧州選手権2011に出場。U-19代表としてはUEFA U-19欧州選手権2013に出場。U-21代表としてはその4年後にUEFA U-21欧州選手権2017に出場した。
2016年9月に行われたカタール代表との親善試合でA代表初出場。

## 騒動
2017年夏のmondo.rsによるインタビューで彼は、レッドスター・ベオグラードでタイトルを取り、デリイェが陣取る北側のスタンドで彼らサポーターと共に喜ぶのが夢だと語った。また、自らがレッドスター・ベオグラードに在籍してた時期に叶わなかったという事については、クラブのポリシーが合わなかったと述べ、彼の言葉を借りれば「ガーナとウガンダ出身の選手がユース出身の上に立ちはだかった」と述べた。しかしこのインタビューが行われた2017年7月半ばまで、ウガンダ出身の選手がレッドスター・ベオグラードでプレーした経験はなかった。
その翌月の末にパルチザン・ベオグラードが彼を狙っているとの報道が流れた時には、パルチザン・ベオグラードのサポーターの多くが彼の獲得に反対した。結局彼は夏の移籍市場最終日にパルチザン・ベオグラードに加入。この加入の公式声明でスポーツディレクターのイヴィツァ・イリエフは、オジェゴヴィッチはそもそもパルチザンでサッカー選手としてのキャリアを始めたと述べた。数日後に行われたスポルトスキ・ジュルナル紙によるインタビューでは、オジェゴヴィッチは13歳の時に3ヶ月ほどトレーニングを積んでいたと説明した。

## 私生活
彼は東方正教会の信者である。父親のマリンコ・オジェゴヴィッチは元サッカー選手で、兄弟はいない。